# Cloruro de neodimio(III)
Cloruro de neodimio(III) o tricloruro de neodimio es un compuesto químico de cloro y neodimio trivalente  con la fórmula {\displaystyle {\ce {NdCl3}}} . Este compuesto anhidro es un sólido de color malva que absorbe rápidamente agua al exponerse al aire para formar un hexahidrato de color púrpura, {\displaystyle {\ce {NdCl3.6H2O}}} El tricloruro de neodimio se produce a partir de los minerales monacita y bastnasita mediante un complejo proceso de extracción de varias etapas. El cloruro tiene varias aplicaciones importantes como producto químico intermedio para la producción de metal neodimio, láseres, fibras ópticas a base de neodimio. Otras aplicaciones incluyen un catalizador para síntesis orgánica, la descomposición de aguas residuales contaminadas, protección contra la corrosión del aluminio y sus aleaciones y etiquetado fluorescente de moléculas orgánicas ( ADN ).

## Apariencia
Es un sólido higroscópico de color malva en estado anhidro, cuyo color cambia a violeta al absorber agua atmosférica.
El hidrato resultante, como muchas otras sales de neodimio, tiene la propiedad de mostrarse en diferentes colores bajo luz fluorescente; en este toma un color amarillo claro. 

## Estructura

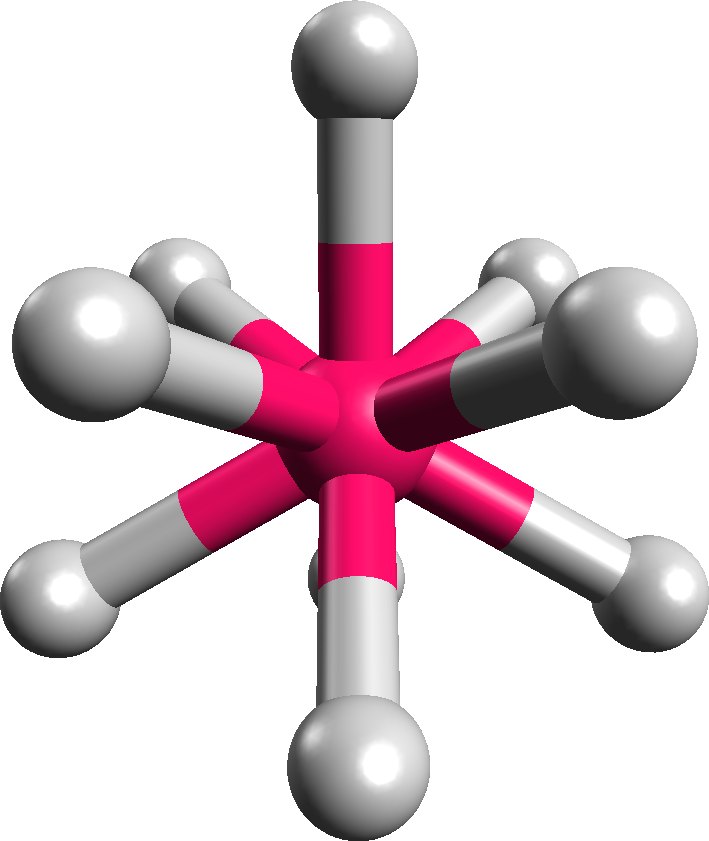
Modelo tridimensional de una molécula con geometría prismática trigonal tricapada de 9 coordenadas

### Sólido
El tricloroneodimio anhidro presenta al neodimio en una geometría prismática trigonal tricapada de 9 coordenadas y cristaliza con la estructura hexagonal. Esta estructura hexagonal es común para muchos lantánidos y actínidos halogenados. 

### Solución
La estructura en solución depende crucialmente del disolvente: en el agua, las especies principales son {\displaystyle {\ce {Nd(H2O)8{^{3+}}}}}, y esta situación es común para la mayoría de los cloruros y bromuros de tierras raras. En metanol, las especies son {\displaystyle {\ce {NdCl2.(CH3OH){^{6+}}}}} y en ácido clorhídrico {\displaystyle {\ce {NdCl.(H2O)7{^{2+}}}}} . La coordinación del neodimio es octaédrica en todos los casos, pero la estructura del ligando es diferente. 

## Propiedades
Es un sólido paramagnético blando, que se vuelve ferromagnético a una temperatura muy baja de 0,5 K.  Su conductividad eléctrica es de aproximadamente 240 S/m y su capacidad calorífica es de ~100 J/(mol·K). 
El cloruro de neodimio(III) puede reducirse a cloruro de neodimio(II) con neodimio metálico a temperaturas superiores a 650 °C : 
{\displaystyle {\ce {2 NdCl3 + Nd ->[\Delta] 3NdCl2}}}
El calentamiento con vapores de agua o sílice produce oxocloruro de neodimio:
{\displaystyle {\ce {NdCl3 + H2O ->[\Delta] NdOCl + 2 HCl}}}
{\displaystyle {\ce {2 NdCl3 + SiO2 ->[\Delta] 2 NdOCl + SiCl4}}}
La reacción con sulfuro de hidrógeno a aproximadamente 1100 °C produce sulfuro de neodimio:
{\displaystyle {\ce {2 NdCl3 + 3H2S ->[\Delta] 2Nd2S3 + 6HCl}}}
Con amoníaco y fosfina a altas temperaturas se produce nitruro de neodimio y fosfuro de neodimio, respectivamente:
{\displaystyle {\ce {NdCl3 + NH3 ->[\Delta] NdN + 3HCl}}}
{\displaystyle {\ce {NdCl3 + PH3 ->[\Delta] NdP + 3HCl}}}
Mientras que al añadir ácido fluorhídrico se produce fluoruro de neodimio: 
{\displaystyle {\ce {NdCl3 + 3HF ->[\Delta] NdF3 + 3HCl}}}

## Preparación

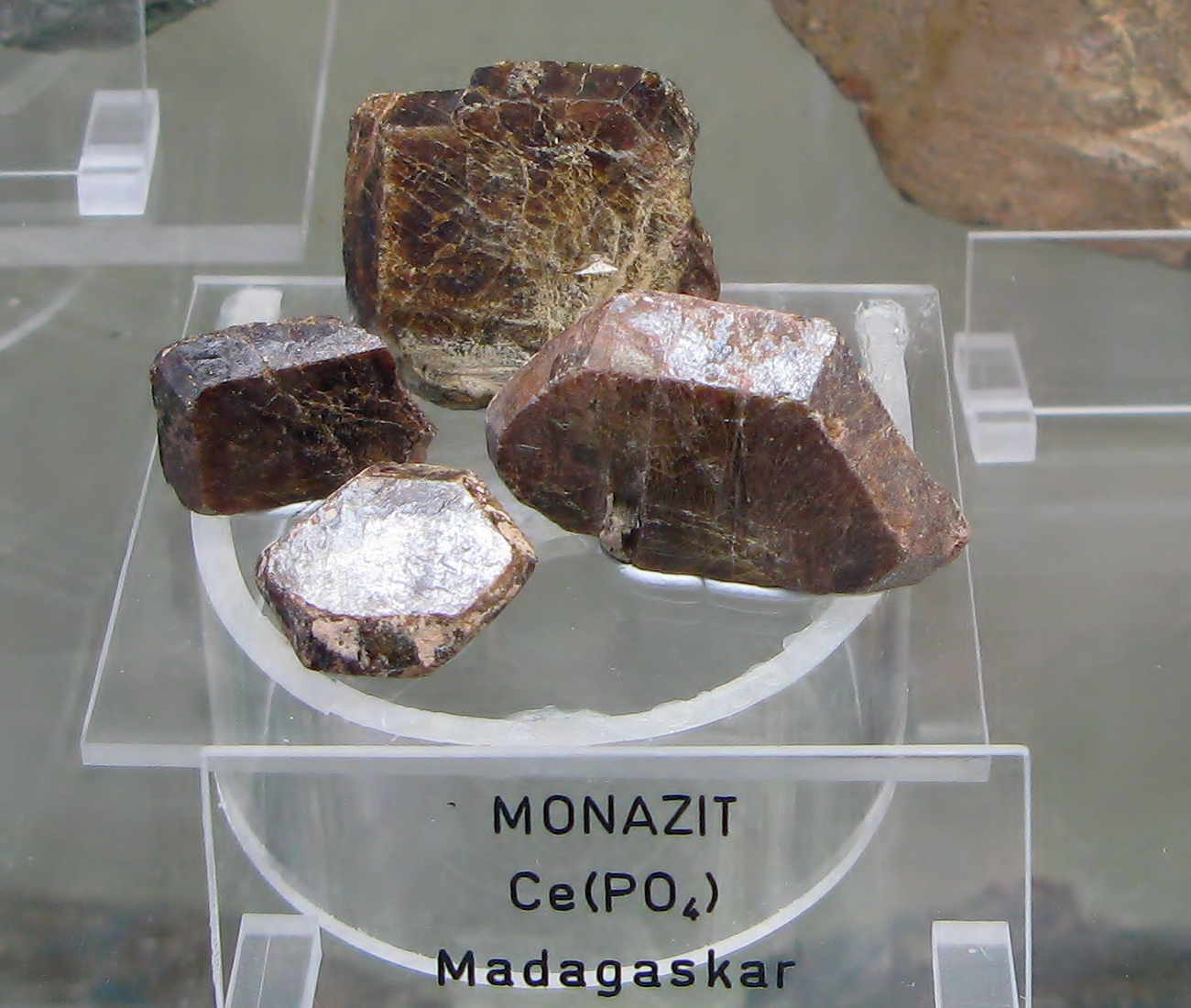
Monacita

Se produce a partir de los minerales monacita y bastnäsita . La síntesis es compleja debido a su baja abundancia en la corteza terrestre (38 mg/kg) y debido a la dificultad de separarlo de otros lantánidos. Sin embargo, el proceso es más fácil para el neodimio que para otros lantánidos debido a su contenido relativamente alto en el mineral: hasta el 16% en peso, el tercero más alto después del cerio y el lantano .  Existen muchas variedades de síntesis y una se puede simplificar de la siguiente manera:
El mineral triturado se trata con ácido sulfúrico concentrado caliente para producir sulfatos de tierras raras solubles en agua. Los filtrados ácidos se neutralizan parcialmente con hidróxido de sodio hasta un pH de 3 a 4. El torio precipita de la solución en forma de hidróxido de torio y se elimina. Después de eso, la solución se trata con oxalato de amonio para convertir las tierras raras en sus oxalatos insolubles. Los oxalatos se convierten en óxidos mediante recocido. Los óxidos se disuelven en ácido nítrico que excluye el componente principal, el cerio, cuyo óxido es insoluble en este ácido. El óxido de neodimio se separa de otros óxidos de tierras raras mediante intercambio iónico . En este proceso, los iones de tierras raras se adsorben en una resina adecuada mediante intercambio iónico con iones de hidrógeno, amonio o cúpricos presentes en la resina. A continuación, los iones de tierras raras se eliminan selectivamente mediante un agente complejante adecuado, como por ejemplo citrato de amonio o nitrilotracetato. 
Este proceso normalmente produce Óxido de neodimio(III) ; Es difícil convertir el óxido directamente en neodimio elemental, que suele ser el objetivo de todo el procedimiento tecnológico. Por lo tanto, el óxido se trata con ácido clorhídrico y cloruro de amonio para producir el cloruro de neodimio que es menos estable: 
{\displaystyle {\ce {Nd2O3 + 6NH4Cl -> 2NdCl3 + 3H2O + 6NH3}}}
El cloruro de neodimio(III) así producido absorbe rápidamente agua y se convierte su forma hexahidratada, que es estable para el almacenamiento y puede convertirse nuevamente en su forma anhidra cuando sea necesario. Aunque el simple calentamiento rápido no es práctico para ese fin, ya que provoca la hidrólisis que produce nuevamente óxido de neodimio(III).  Por lo tanto, el cloruro de neodimio(III) anhidro se prepara mediante deshidratación del hidrato, ya sea calentando lentamente a 400 °C con 4 - 6 equivalentes de cloruro de amonio a alto vacío, o calentando con un exceso de cloruro de tionilo durante varias horas.    
El tricloruro de neodimio también se puede preparar reaccionando neodimio metálico con cloruro de hidrógeno o cloro, aunque este método no es económico debido al precio relativamente alto del metal y se utiliza únicamente con fines de investigación. Después de la preparación, generalmente se purifica mediante sublimación a alta temperatura en alto vacío.   

## Aplicaciones

### Producción de neodimio metálico

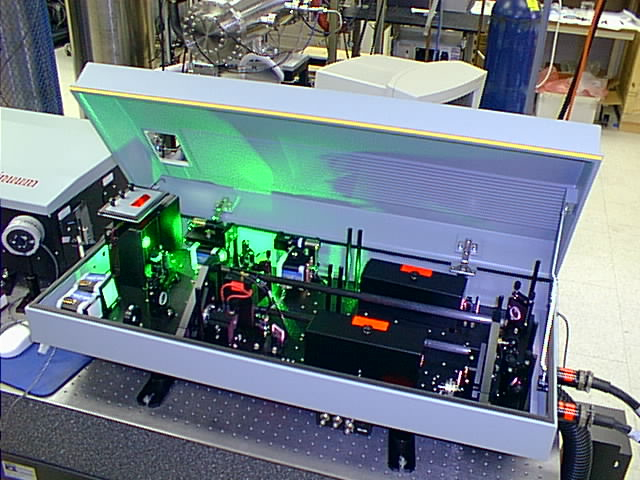
Láser Nd-YAG con la tapa abierta mostrando luz verde de 532 nm de frecuencia duplicada

Es el compuesto de partida más común para la producción de neodimio metálico. Se suele calentar a 300-400 °C al vacío o en una atmósfera de argón con cloruro de amonio, fluoruro de amonio y ácido fluorhídrico, metales alcalinos o alcalinotérreos.
{\displaystyle {\ce {2NdCl3 + 3Ca -> 2Nd + 3CaCl2}}}
Una ruta alternativa es la electrólisis de una mezcla fundida del tricloro de neodimio anhidro y cloruro de sodio, cloruro de potasio o cloruro de litio a temperaturas de aproximadamente 700 °C.
La mezcla se funde a esas temperaturas, aunque son más bajas que los puntos de fusión del cloruro de neodimio y de potasio (~770 °C). 

### Láseres y amplificadores de fibra óptica
Aunque el tricloruro de neodimio en sí no tiene una luminiscencia intensa,  sirve como fuente de iones {\displaystyle {\ce {Nd{^{3+}}}}} para diversos materiales emisores de luz. Estos últimos incluyen láseres Nd-YAG y amplificadores de fibra óptica dopada con neodimio, que amplifican la luz emitida por otros láseres. El láser Nd-YAG emite luz infrarroja a 1,064 micrómetros y es el láser de estado sólido (es decir, un láser basado en un medio sólido) más popular. La razón para utilizar tricloruro de neodimio en lugar de neodimio metálico o su óxido en la fabricación de fibras es su fácil descomposición durante la deposición química de vapor ; este último proceso es ampliamente utilizado para el crecimiento de la fibra. 
El tricloruro de neodimio es un dopante no sólo de las fibras ópticas tradicionales a base de sílice, sino también de fibras plásticas (fotolima-gelatina dopada, poliimida, polietileno, etc.).  También se utiliza como aditivo en OLEDs infrarrojos.   Además, las películas orgánicas dopadas con neodimio no sólo pueden actuar como led, sino también como filtros de color, mejorando el espectro de emisión de los ledes. 
La solubilidad del tricloruro de neodimio (y otras sales de tierras raras) en varios disolventes da como resultado un nuevo tipo de láser de tierras raras, que no utiliza un sólido sino un líquido como medio activo. El líquido que contiene iones {\displaystyle {\ce {Nd{^{3+}}}}} se prepara mediante las siguientes reacciones:
{\displaystyle {\ce {SnCl4{+}2SeOCl2->SnCl6{^{2-}}+2SeOCl+}}}
{\displaystyle {\ce {SbCl5 + SeOCl2 -> SbCl6- + SeOCl+}}}
{\displaystyle {\ce {{3SeOCl+}+NdCl3->Nd{^{3+}}+3SeOCl2}}}
donde {\displaystyle {\ce {Nd{^{3+}}}}} es el ion solvatado con varias moléculas de oxicloruro de selenio coordinadas en la primera esfera de coordinación, es decir {\displaystyle {\ce {[Nd(SeOCl2){_{m}}]{^{3+}}}}}. Los líquidos láser preparados con esta técnica emiten en la misma longitud de onda de 1,064 micrómetros y poseen propiedades, como una alta ganancia y nitidez de la emisión, que son más características de los láseres cristalinos que de los de vidrio de neodimio. La eficiencia cuántica de esos láseres líquidos era de aproximadamente 0,75 en relación con el láser Nd:YAG tradicional. 

### Catálisis
Otra aplicación importante es la catálisis: en combinación con productos químicos orgánicos, como trietilaluminio y 2-propanol, acelera la polimerización de varios dienos . Los productos incluyen cauchos sintéticos de uso general como polibutileno, polibutadieno y poliisopreno .   
También se utiliza para modificar el dióxido de titanio . Este último es uno de los fotocatalizadores inorgánicos más populares para la descomposición de fenol, diversos tintes y otros contaminantes de aguas residuales. La acción catalítica del óxido de titanio debe activarse mediante luz ultravioleta, es decir, iluminación artificial. Sin embargo, la modificación del óxido de titanio con cloruro de neodimio (III) permite la catálisis bajo iluminación visible, como la luz solar. El catalizador modificado se prepara mediante el método de coprecipitación-peptización química con hidróxido de amonio a partir de una mezcla de cloruro de titanio(IV) y tricloroneodimio en solución acuosa. Este proceso se utiliza comercialmente a gran escala en un reactor de 1000 litros para su uso en pinturas fotocatalíticas autolimpiantes.  

### Protección contra la corrosión
Últimamente se han desarrollado nuevas aplicaciones. Por ejemplo, se informó que el recubrimiento de aluminio o varias aleaciones de aluminio produce una superficie muy resistente a la corrosión, que luego resistió la inmersión en una solución acuosa concentrada de cloruro de sodio durante dos meses sin signos de corrosión. El recubrimiento se produce por inmersión en una solución acuosa de cloruro de neodimio(III) durante una semana o por deposición electrolítica utilizando la misma solución. En comparación con los inhibidores de corrosión tradicionales a base de cromo, el tricloruro de neodimio y otras sales de tierras raras son respetuosos con el medio ambiente y mucho menos tóxicos para los seres humanos y los animales.  
La acción protectora del tricloruro de neodimio sobre las aleaciones de aluminio se basa en la formación de hidróxido de neodimio insoluble. Al ser un cloruro, el tricloroneodimio en sí es un agente corrosivo que a veces se utiliza para pruebas de corrosión de cerámicas. 

### Etiquetado de moléculas orgánicas.
Los lantánidos, incluido el neodimio, son famosos por su brillante luminiscencia y, por lo tanto, se utilizan ampliamente como etiquetas fluorescentes. En particular, el tricloruro de neodimio se ha incorporado a moléculas orgánicas, como el ADN, que luego podrían rastrearse fácilmente utilizando un microscopio de fluorescencia durante diversas reacciones físicas y químicas. 

## Problemas de salud
El cloruro de neodimio(III) no parece tóxico para los seres humanos ni para los animales (aproximadamente similar a la sal de mesa). La LD 50 (dosis a la que hay una mortalidad del 50%) para animales es de aproximadamente 3,7 g por kilogramo de peso corporal (ratón, vía oral), 0,15 g/kg (conejo, inyección intravenosa). Se produce una leve irritación de la piel tras la exposición a 500 mg durante 24 horas ( prueba de Draize en conejos).  Las sustancias con una LD 50 superior a 2 g/kg se consideran no tóxicas. 